# Międzynarodowa Kolekcja Sztuki Nowoczesnej

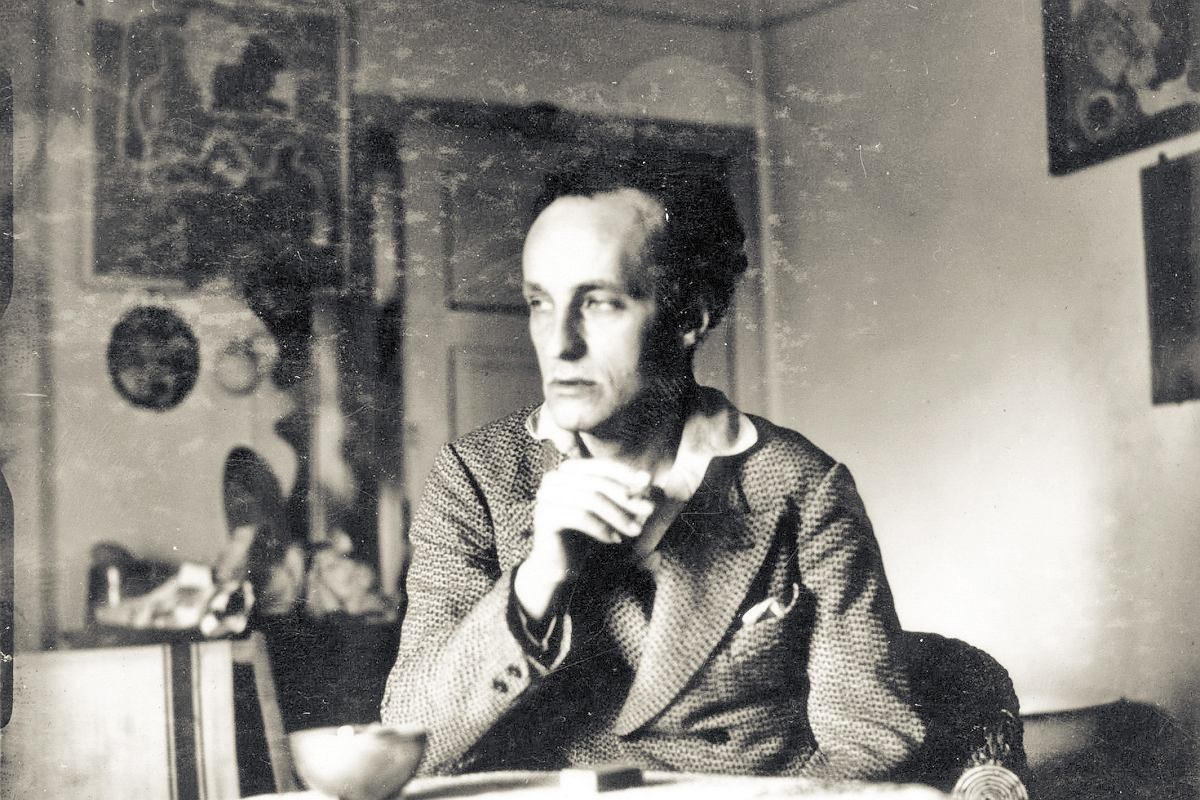
Władysław Strzemiński (1932)

Międzynarodowa Kolekcja Sztuki Nowoczesnej – zgromadzony w latach 20. i 30. w Łodzi dzięki staraniom członków grupy „a.r.” zbiór dzieł sztuki nowoczesnej, który stał się rdzeniem prezentowanej przez Muzeum Sztuki w Łodzi „Kolekcji Sztuki XX i XXI wieku”.

## Historia
Kolekcja grupy „a.r.” powstała w latach 1929–32 i była uzupełniana do 1938 r. Inicjatorem i głównym animatorem akcji pozyskiwania darów od artystów awangardowych był malarz i teoretyk sztuki Władysław Strzemiński, aktywnie wspierany przez rzeźbiarkę Katarzynę Kobro, malarza Henryka Stażewskiego oraz poetów Jana Brzękowskiego i Juliana Przybosia. Zbiory po raz pierwszy udostępniono publiczności w lutym 1931 r. w tzw. sali sztuki nowoczesnej mieszczącej się w pierwotnej siedzibie muzeum – Miejskim Muzeum Historii i Sztuki im. Juliana i Kazimierza Bartoszewiczów przy placu Wolności 1 w Łodzi.
Kolekcja stanowi przegląd awangardowych nurtów i tendencji końca lat 20. minionego wieku. Wśród autorów dzieł, której weszły w jej skład, znaleźli się abstrakcjoniści (Hans Arp i Sophie Taeuber-Arp, Theo van Doesburg, Jean Gorin, Jean Hélion, Vilmos Huszár, Henryk Stażewski, Georges Vantongerloo), kubiści (Fernand Léger, Louis Marcoussis), futuryści (Enrico Prampolini), dadaiści (Kurt Schwitters), surrealiści (Max Ernst, Kurt Seligmann), formiści (Leon Chwistek, Tytus Czyżewski), konstruktywiści (Aleksander Rafałowski, Andrzej Pronaszko) czy uniści (Władysław Strzemiński). Do 1939 r. zbiory grupy „a.r.” liczyły minimum 112 dzieł, wśród których przeważały obrazy, ale nie zabrakło w nich również obiektów rzeźbiarskich (dzieł Aleksandra Caldera czy Katarzyny Kobro) i przykładów nowego w owym czasie medium – fotomontażu (prace Mieczysława Szczuki).
Powierzenie w 1935 r. kierownictwa muzeum doktorowi Marianowi Minichowi (prowadzącemu placówkę, nie licząc lat wojny, do 1965 r.) zaowocowało poszerzeniem zbiorów o dzieła dopełniające obrazu polskiej sztuki nowoczesnej, przede wszystkim Formistów Polskich, lwowskiej grupy nadrealistów Artes i prace Jankiela Adlera i Karola Hillera. Tuż po wojnie istotnym przedsięwzięciem było pozyskanie obrazów Aleksieja Jawleńskiego i przejęcie w bezterminowy depozyt dzieła Emila Noldego.
Podjęta przez Mariana Minicha wespół z malarzem Jerzym Kujawskim akcja gromadzenia powojennej międzynarodowej sztuki abstrakcyjnej przez Muzeum Sztuki w Łodzi była kontynuacją inicjatywy grupy „a.r.”. Jednym z najważniejszych elementów kolekcji stały się dzieła podarowane muzeum przez Strzemińskiego i Kobro, którzy w 1945 r. złożyli w nim swoje najbardziej znaczące prace. Dołączone do zbiorów w 1946 r. klisze i odbitki Kompozycji heliograficznych Hillera zostały zaś fundamentem późniejszych zbiorów z dziedziny nowych mediów – fotografii i technik wizualnych.
W 1948 r. kolekcja została przeniesiona do nowej siedziby muzeum – pałacu przy ulicy Więckowskiego 36, który nadal jest jedną z jego siedzib. W 1950 roku upaństwowiona placówka zaczęła działać pod obecną nazwą: Muzeum Sztuki w Łodzi.